# 이스라엘의 코로나19 범유행
다음은 이스라엘에서의 코로나19 범유행에 관한 설명이다.

## 경과
2월 21일, 다이아몬드 프린세스에서 검역된 후 일본에서 귀국한 여성 이스라엘 시민은 셰바 의학 센터에서 양성 판정을 받고 이스라엘의 첫 확진자가 되었다.

## 같이 보기
- 나라별 코로나19 범유행